# Elena Dmitrievna Stasova
Elena Dmitrievna Stasova (in russo Елена Дмитриевна Стасова?; San Pietroburgo, 15 ottobre 1873 – Mosca, 31 dicembre 1966) è stata una politica e rivoluzionaria russa.

## Biografia
Elena Dmitrievna fu l'ultima dei cinque figli di Dmitrij Stasov (1828-1918) e di Poliksena Kuznecova (1839-1918). La madre fu attiva nel movimento per l'emancipazione della donna, creando e finanziando cooperative di lavoro, scuole e asili. Il padre, che era stato paggio all'incoronazione di Alessandro II, aveva fondato con Anton Rubinštejn il Conservatorio di San Pietroburgo e la Società musicale russa. Giurista, sembrava destinato a una brillante carriera senatoriale che dal 1861 gli fu preclusa per il suo dissenso verso la politica del governo. Divenuto avvocato, difese in tribunale Karakozov e i rivoluzionari nei processi dei 50 e dei 193. Fu arrestato più volte e allontanato dalla capitale. Anche una zia di Elena, Nadežda Stasova (1833-1895), fu una pioniera dell'emancipazione femminile russa.
Elena Stasova studiò privatamente fino a tredici anni, apprendendo il francese e il tedesco e nel 1887 entrò in ginnasio, diplomandosi con la medaglia d'oro e il titolo di maestra. Come molti rappresentanti dell'intelligencija progressista dell'epoca, riteneva di essere in debito verso il « popolo » che con il suo lavoro garantiva loro un elevato tenore di vita. Favorita da diverse letture, come Il declino del servaggio in Russia di Ivanjukov e la Storia dei contadini di Semevskij, decise di applicarsi all'insegnamento nelle scuole serali e domenicali per operai.

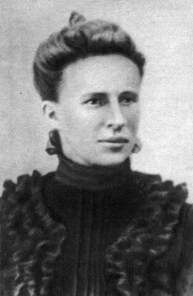
Elena Stasova

Conobbe così le militanti dell'Unione di lotta di San Pietroburgo Apollinarija Jakubova, Nadežda Krupskaja, le sorelle Zinaida e Sof'ja Nezvorova e nel 1898 le fu affidata la conservazione della corrispondenza con l'estero, della letteratura illegale e del materiale tecnico di stampa, oltre che la gestione degli appartamenti clandestini nei quali avvenivano le riunioni dell'organizzazione. Nel 1900 fu fondato da Lenin a Ginevra il giornale « Iskra » quale organo del POSDR nel quale dovevano riconoscersi i molti e sparsi circoli socialdemocratici in Russia ed Elena Stasova ne divenne un elemento di collegamento per la sua diffusione clandestina. A questo scopo lavorò con Ivan Radčenko, Nikolaj Štremer e sua moglie Varvara Koževnikova.
Lavorò a Pietroburgo fino al gennaio del 1904, poi passò a Minsk con Marija Essen e ancora a Orël, a Vilnius e a Mosca, dove con Krasikov, Lengnik, Gal'perin e Bauman fu incaricata di organizzare la direzione del comitato bolscevico di Pietroburgo. Gli arresti in giugno di Bauman e Lengnik la costrinsero a fuggire a Nižnij Novgorod. A seguito dello smantellamento da parte della polizia del comitato di Odessa fu incaricata di ricostituire il direttivo del partito in quella città, ma fu arrestata e trasferita a Mosca, dove fu liberata su cauzione nel dicembre del 1904. Partita per Pietroburgo, riprese i contatti con i compagni della capitale tramite Rozalija Zalkind e divenne segretaria del comitato bolscevico di Pietroburgo.

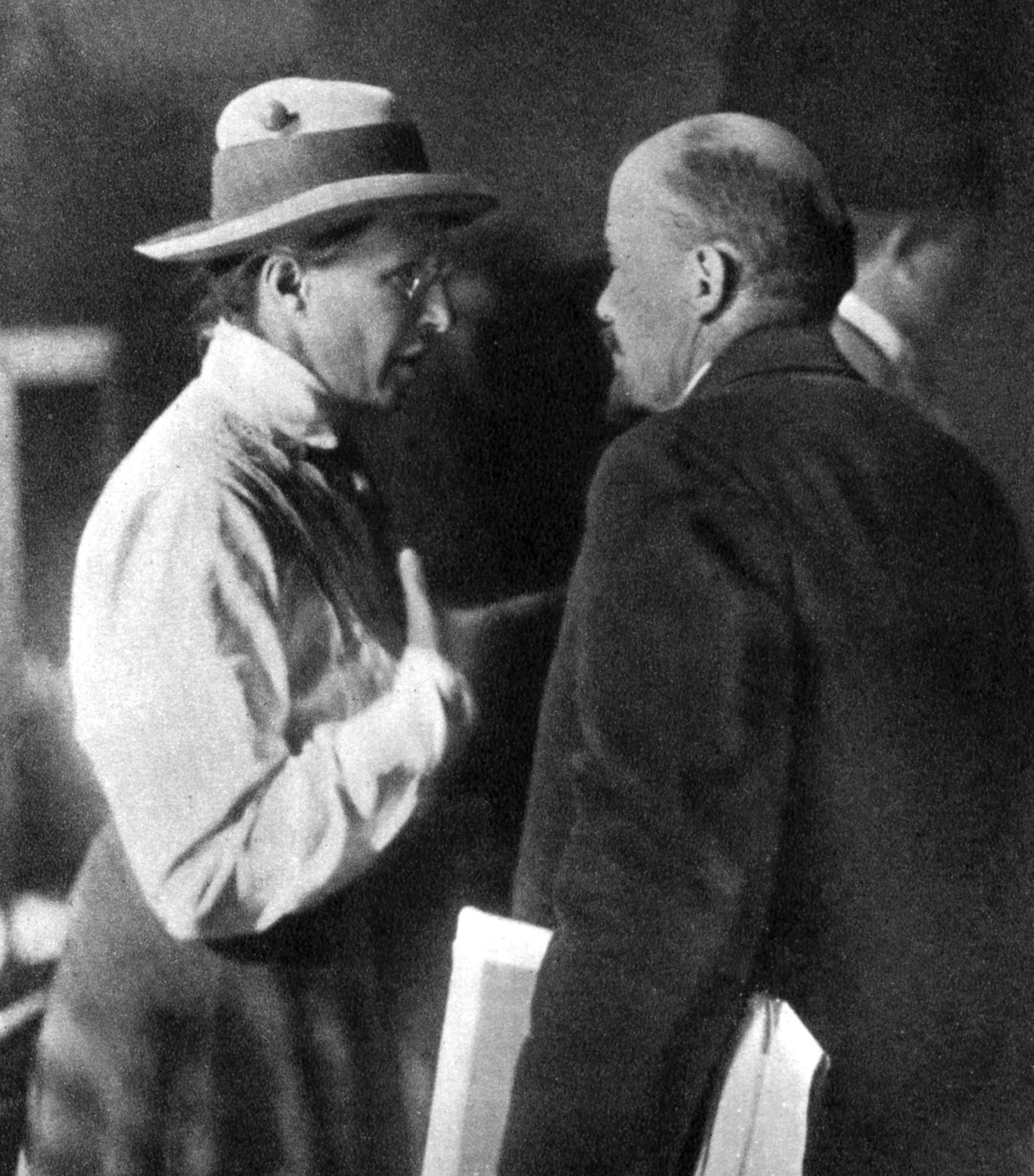
Stasova con Lenin nel 1920

Nei primi mesi del 1906 andò in Finlandia e in Svezia per occuparsi della ricezione clandestina di armi destinate a Pietroburgo e della preparazione del congresso di riunificazione del POSDR, che si tenne in aprile a Stoccolma. Tornata a Pietroburgo, vi diresse il comitato socialdemocratico unificato con la menscevica Raisa Garfunkel', con la quale fu arrestata il 7 luglio al termine di una conferenza. Espulsa con provvedimento amministrativo da Pietroburgo, vi tornò clandestinamente nel gennaio 1907 e successivamente si trasferì nel Caucaso per una campagna di propaganda. Arrestata a Tiflis nel maggio del 1912, fu condannata all'esilio in Siberia e confinata a Rybinskoe, nel distretto di Kansk.
Alla fine del 1916 ottenne un permesso per visitare a Pietroburgo gli anziani genitori, e ne approfittò per riprendere i contatti con il Partito. Caduta malata, il suo permesso fu prolungato fin quando il 10 marzo (il 25 febbraio nel vecchio calendario) fu arrestata. Erano i giorni della Rivoluzione e la sera del 12 marzo fu liberata dalla popolazione insorta.
Da allora lavorò come segretaria del Comitato Centrale del Partito Bolscevico di Pietrogrado, poi di Mosca e poi ancora del Caucaso. Dal maggio del 1921, sotto il nome di Lydia Wilhelm - a questo scopo aveva sposato con matrimonio bianco un cittadino tedesco, certo Ernst Wilhelm - per incarico dell'Internazionale Comunista visse nella Repubblica di Weimar fino al 1926, quando tornò in Unione Sovietica, incaricata all'Ufficio informazioni del PCUS. Dal 1927 al 1938 fu presidente del Soccorso rosso internazionale.
Dal 1938 al 1946 fu redattrice della rivista «Internacional'naja literatura» (Letteratura internazionale), pubblicata anche in lingua inglese e francese. Decana della vecchia guardia bolscevica, partecipò al XXII Congresso del PCUS, tenuto nell'ottobre del 1961, pronunciando un violento attacco contro i crimini di Stalin. Deceduta a 93 anni il 31 dicembre 1966, è sepolta nella necropoli delle mura del Cremlino.

## Scritti
- Stranicy žizni i vol'vy [Pagine di vita e di lotta], Moskva, 1960

## Fonte
- Georges Haupt, Jean-Jacques Marie, Les bolchéviks par eux-mêmes, Paris, François Maspéro, 1969, pp. 240–245